# Helmpalpmot
De helmpalpmot (Dactylotula kinkerella) is een vlinder uit de familie tastermotten (Gelechiidae). De wetenschappelijke naam is voor het eerst geldig gepubliceerd in 1876 door Snellen.
De soort komt voor in Europa.